# Подгужиці (Любуське воєводство)
Подгужиці (пол. Podgórzyce) — село в Польщі, у гміні Новогруд-Бобжанський Зеленогурського повіту Любуського воєводства.
Населення — 91 особа (2011).
У 1975-1998 роках село належало до Зеленогурського воєводства.

## Демографія
Демографічна структура станом на 31 березня 2011 року:
|          | Загалом | Допрацездатний вік | Працездатний вік | Постпрацездатний вік |
| -------- | ------- | ------------------ | ---------------- | -------------------- |
| Чоловіки | 44      | 5                  | 36               | 3                    |
| Жінки    | 47      | 12                 | 23               | 12                   |
| Разом    | 91      | 17                 | 59               | 15                   |